# 森普利斯·福薩拉
森普利斯·福薩拉（Simplice Fotsala，1989年5月9日—）是一名喀麥隆拳擊運動員，主攻輕蠅量級項目。

## 外部連結
- AIBA[永久]